# 退格鍵

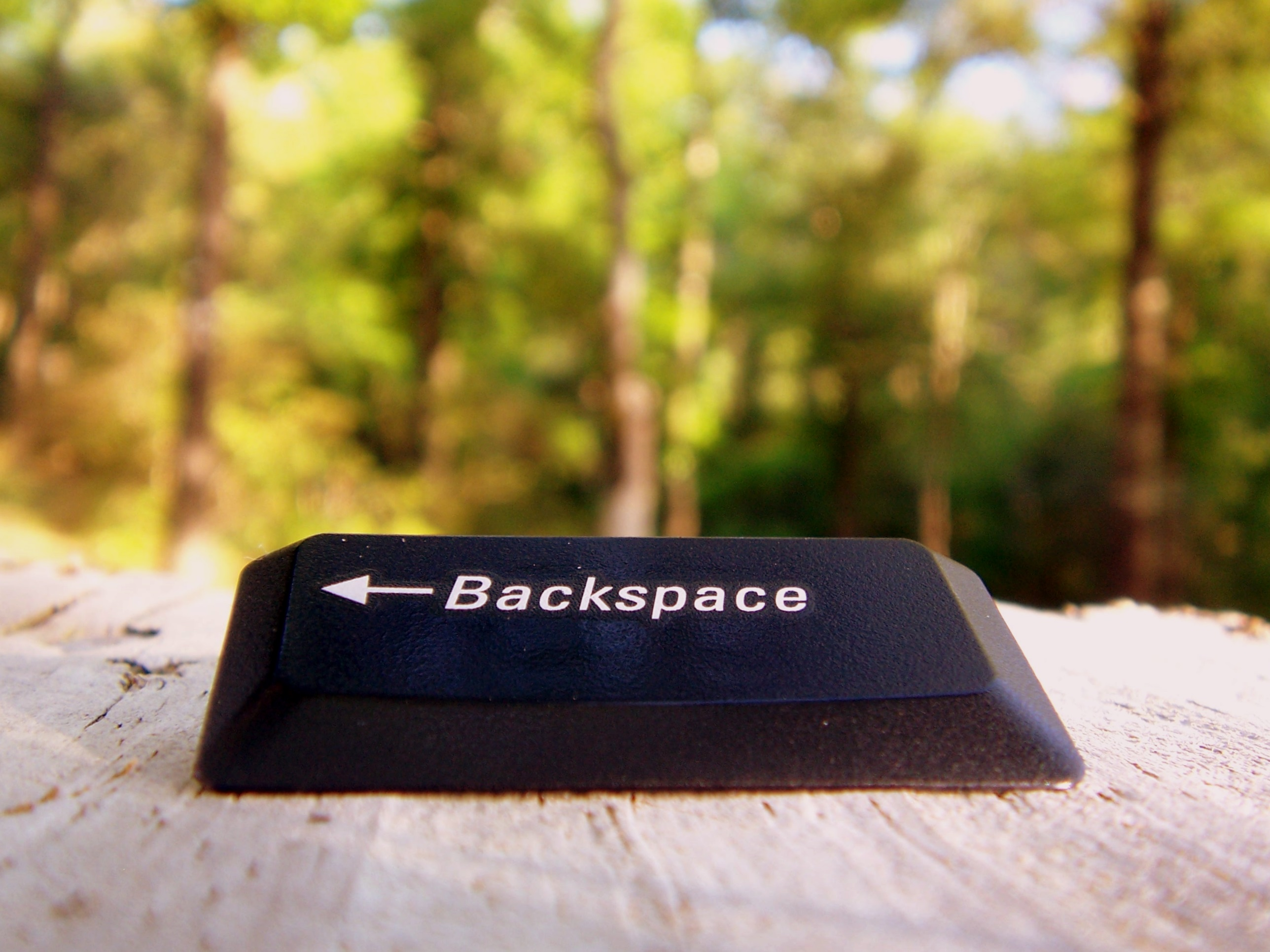
在野外的退格鍵

退格鍵（英語：Backspace）最初是將打字機支架（Carriage）向後推一個位置的按鍵，在現代的電腦中是將輸入游標向後移動一個位置，並刪除這個位置的字元之後，將後面的文字往前移動一個位置。

## 註解
1. ↑  如果是由左到右書寫，向後是指向左